# Eupeodes depressus
Eupeodes depressus là một loài ruồi trong họ Ruồi giả ong (Syrphidae). Loài này được Fluke mô tả khoa học đầu tiên năm 1933. Eupeodes depressus phân bố ở miền Tân bắc